# Comuna Morozivka, Malîn
Morozivka (în ucraineană Морозівська сільська рада) este o comună în raionul Malîn, regiunea Jîtomîr, Ucraina, formată din satele Morozivka (reședința), Nova Huta, Nova Rutveanka, Peatîdub, Rutveanka, Stara Huta, Svîrîdivka și Vorobiivșciîna.

## Demografie
Componența lingvistică a comunei Morozivka
     Ucraineană (92,19%)
     Rusă (6,88%)
     Alte limbi (0,94%)
Conform recensământului din 2001, majoritatea populației comunei Morozivka era vorbitoare de ucraineană (92,19%), existând în minoritate și vorbitori de rusă (6,88%).